# Habrophlebia lauta
Habrophlebia lauta ist eine Art der Eintagsfliegen und in Europa verbreitet.

## Merkmale
Die Körperlänge beträgt 5–7 mm, die beiden Cerci am Hinterleib messen weitere 6–9 mm. Sie sind länger als das Terminalfilum, das nur beim Männchen erkennbar ist.
Die Larven weisen eine Körperlänge von 5–6 mm auf, mit 7–8 mm langen Schwanzfäden. Sie sind braun gefärbt mit feinbüscheligen Tracheenkiemen am Abdomen. Der Hauptstamm der Kiemen weist weniger als doppelt so viele Filamente auf wie der Nebenstamm. Dadurch lassen sich die Larven von denen der nah verwandten Art Habrophlebia fusca unterscheiden, bei der der Hauptstamm der Kiemen mehr als doppelt so viele Filamente wie der Nebenstamm aufweist. Die Beine sitzen ventral am Thorax an und die Coxen liegen nicht flach, sondern sind schräg gegen die Unterlage hin vorgewölbt. Der Querschnitt aller Abdominalsegmente ist linsenförmig. Der Körperbau ist allgemein weniger gut an starke Strömungen angepasst als bei der Gattung Habroleptoides. Er repräsentiert stattdessen den Typus der Anpassung an das schlängelnd-kletternde Leben in Spalt- und Lückenräumen.

## Verbreitung und Lebensraum
Die Art lebt in Europa und ist hier vor allem in Mittel- und Nordeuropa verbreitet, fehlt aber in weiten Teilen Südeuropas und auf den Britischen Inseln. Bekannt ist die Art z. B. aus den Pyrenäen, weiten Teilen Frankreichs und hier entlang der Mittelmeerküste bis nach Ligurien, Belgien, Deutschland mit Ausnahme des Nordens, der Schweiz, Österreich, Polen, Tschechien und Estland.
Die Larven bewohnen zumeist fließende Gewässer, meist von Mittelgebirgslagen bis in die Hochgebirge. Hier suchen sie in Rillen und Spalten der Ufersteine oder auf Moosrasen Schutz vor der Strömung. Mit ihren Beinen sind sie zwar in der Lage, sich effektiv am Untergrund festzuklammern, sie bevorzugen jedoch trotzdem Gewässer mit einer nicht allzu starken Strömung oder mit starkem Pflanzenbewuchs. Gegenüber veränderten Wasser- und Temperaturverhältnissen ist die Art relativ unempfindlich. Hohe Sommertemperaturen stellen ebenfalls kein Problem dar, da sie diesen z. B. im Uferbereich der Seen häufig ausgesetzt sind. Im Verhältnis zur Gattung Habroleptoides bevorzugt die Art eine geringere Strömung und höhere Temperaturen.
In Deutschland ist H. lauta die häufigere der beiden Habrophlebia-Arten. In der Roten Liste der Schweiz von 2010 ist die Art nicht gelistet, ebenso in der Roten Liste Bayerns von 2003. Im Saarland galt sie 2020 als ungefährdet, ebenso 2017 in Sachsen. In der Roten Liste Berlins ist die Art aufgrund des Fehlens im Gebiet ebenfalls nicht gelistet.

## Lebensweise
Die Imagines finden sich im Juli und August, seltener auch im Juni oder September, sie fliegen tagsüber und abends. Sie bilden keine Schwärme. Die Eiablage der Weibchen findet im Flug knapp über dem Wasser durch Abwerfen der Eipakete statt. Nach zwei bis drei Wochen schlüpfen die Junglarven aus den Eiern, die erst im folgenden Jahr fertig entwickelt sind.